# Ilawe Ekiti
Ilawe Ekiti – miasto w Nigerii, w stanie Ekiti.